# Labergement-du-Navois
Labergement-du-Navois foi uma comuna francesa na região administrativa de Borgonha-Franco-Condado, no departamento de Doubs. Estendia-se por uma área de 6,74 km². Em 2010 a comuna tinha 110 habitantes (densidade: 16,3 hab./km²).
Em 1 de janeiro de 2017, passou a fazer parte da comuna de Levier.